# Станислав Карчевски
Станѝслав Карчѐвски (на полски: Stanisław Karczewski) е полски лекар хирург и политик.
Роден е на 14 ноември 1945 година в полската столица Варшава. Завършва Общообразователен лицей „Йоахим Лелевел“. През 1981 година получава диплома за висше образование, специалност обща хирургия, от Медицинската академия в родния си град. Започва работа в районната болница на град Нове Място над Пилицон, където достига до длъжност директор на отделението по хирургия.
От 2003 година е член на партия „Право и справедливост“. След парламентарните избори през 2005 година става сенатор. На 9 ноември 2011 е избран за вицемаршал на Сената. Маршал на Сената от 12 ноември 2015 до 11 ноември 2019 г.